# Los Angeles Lakers 1970-1971
La stagione 1970-71 dei Los Angeles Lakers fu la 22ª nella NBA per la franchigia.
I Los Angeles Lakers vinsero la Pacific Division della Western Conference con un record di 48-34. Nei play-off vinsero la semifinale di conference con i Chicago Bulls (4-3), perdendo poi la finale di conference con i Milwaukee Bucks (4-1).

## Roster
| N° | Naz.                   | Ruolo | Sportivo         | Anno | Alt. | Peso |
| -- | ---------------------- | ----- | ---------------- | ---- | ---- | ---- |
| 5  | Stati Uniti (bandiera) | A     | Jim McMillian    | 1948 | 196  | 98   |
| 12 | Stati Uniti (bandiera) | GA    | Pat Riley        | 1945 | 193  | 93   |
| 13 | Stati Uniti (bandiera) | C     | Wilt Chamberlain | 1936 | 216  | 125  |
| 14 | Stati Uniti (bandiera) | AC    | John Tresvant    | 1939 | 201  | 98   |
| 15 | Stati Uniti (bandiera) | G     | Willie McCarter  | 1946 | 191  | 79   |
| 20 | Stati Uniti (bandiera) | G     | Earnie Killum    | 1948 | 191  | 82   |
| 22 | Stati Uniti (bandiera) | A     | Elgin Baylor     | 1934 | 196  | 102  |
| 24 | Stati Uniti (bandiera) | GA    | Keith Erickson   | 1944 | 196  | 88   |
| 25 | Stati Uniti (bandiera) | G     | Gail Goodrich    | 1943 | 185  | 77   |
| 30 | Stati Uniti (bandiera) | AC    | Fred Hetzel      | 1942 | 203  | 100  |
| 35 | Stati Uniti (bandiera) | AC    | Rick Roberson    | 1947 | 206  | 105  |
| 44 | Stati Uniti (bandiera) | GA    | Jerry West       | 1938 | 188  | 79   |
| 52 | Stati Uniti (bandiera) | A     | Happy Hairston   | 1942 | 201  | 102  |

## Staff tecnico
- Allenatore: Joe Mullaney